# Wo die Lerche singt (film, 1956)
Pour plus de détails, voir Fiche technique et Distribution.
Wo die Lerche singt (titre français : Le Chant de l'alouette) est un film autrichien réalisé par Hans Wolff sorti en 1956.
Il s'agit de l'adaptation de l'opérette de Franz Lehár sur un livret d'Alfred Maria Willner et Heinz Reichert.

## Synopsis
Peu de gens connaissent le nom du peintre viennois Stefan Helmers. Sa petite amie, Anita Berger, est employée comme styliste dans l'élégante maison de couture de René Valentin. Un jour, Stefan reçoit étonnamment l'ordre de concevoir un vitrail dans la vieille église d'un petit village du Salzkammergut. Fou de joie, les deux jeunes partent. Anita n'a même pas jugé nécessaire de faire une demande de congé auprès de son patron. René Valentin est donc un peu perplexe lorsqu'il lit sur une note le message succinct que son employée dût partir soudainement. Les brouillons de la nouvelle ligne-A (en) lui seront envoyés plus tard.
Peu de temps avant Stolling am Attersee, la vieille voiture de Stefan tombe en panne. Heureusement, le paysan vient bientôt avec sa charrette à bœufs. Pendant le remorquage de la voiture, Anita et Stefan prennent place à bord du chariot chargé de gerbes. Ils sont accueillis par Gretl, le petit-fils du fermier, son amie Loni et son époux Karl, le garçon de ferme. Lorsque la charrette entre dans le village, Gretl fait entendre sa voix comme une alouette. En l'absence d'hébergement touristique à Stolling, le fermier propose à Stefan une chambre dans sa ferme et Anita peut vivre chez sa voisine Loni.
Bientôt, Gretl et Stefan flirtent. Karl un peu bourru drague la citadine Anita. Après quelques jours, le propriétaire de la maison de couture se présente également à Stolling. René Valentin a pu localiser son employée, dont il est secrètement amoureux. Il saisit rapidement la situation et commence à intriguer. Il attise la jalousie d'Anita et veille à ce que la jeune femme revienne à Vienne avec lui.
Stefan reste à Stolling quelque temps après le travail. C'est là que se déploie son talent artistique. En plus de nombreuses peintures de paysages, il représente Gretl avec une coiffe dorée. De retour à Vienne, il ramène le tableau à l'exposition d'automne de la Künstlerhaus. À sa grande surprise, il reçoit le premier prix pour cette œuvre. Désormais, tous les visiteurs de l'exposition sont curieux de voir le modèle. Stefan annonce son arrivée. Lorsque Gretl arrive enfin, tout le monde est consterné : la jeune fille s'est déguisée en noble et a l'air déguisée.
Après des confusions, tous les problèmes sont réglés et enfin trois couples heureux se sont retrouvés : Anita et Stefan, Gretl et son fiancé Kaspar, qui est rentré de son long voyage au Canada, et Loni et Karl.

## Fiche technique
- Titre : Wo die Lerche singt
- Réalisation : Hans Wolff assisté de Franz Josef Gottlieb
- Scénario : Karl Farkas, Hugo M. Kreutzendorff
- Musique : Franz Lehár
- Direction artistique : Fritz Mögle
- Costumes : Fred Adlmüller
- Photographie : Erich Claunigk
- Son : Kurt Schwarz
- Montage : Paula Dvorak
- Production : Otto Dürer
- Sociétés de production : Paula Wessely Filmproduktion GmbH
- Société de distribution : Union-Film
- Pays d'origine :  Autriche
- Langue : allemand
- Format : Couleur - 1,33:1 - Mono - 35 mm
- Genre : Musical
- Durée : 97 minutes
- Dates de sortie :
  -  Autriche : 2 novembre 1956.
  -  Allemagne : 29 novembre 1956.
  -  France : 4 février 1957[1].

## Distribution
- Lutz Landers : Stefan Helmers
- Doris Kirchner : Anita Berger
- Renate Holm (de) : Gretl
- Nina Sandt : Loni
- Klaus Löwitsch : Karl
- Theo Lingen : René Valentin
- Joseph Egger : Le paysan
- Oskar Sima : Greulich, le vétérinaire
- Walter Regelsberger : Kaspar
- Elisabeth Stiepl : Mlle Krähahn